# 囮飛行機
囮飛行機（おとりひこうき）は、大日本帝国海軍が太平洋戦争中に開発・運用した航空機型のデコイ。

## 概要
1945年（昭和20年）3月、連合国軍の機動部隊の艦載機が日本本土に来襲するようになったことを受け、敵機の誤認を誘うために地上に駐機される囮機の製作が急ぎ開始された。そのうち、海軍が正式に開発したものは、海軍の山本晴之技師を主務者として製作が行われ、1945年7月までに零式艦上戦闘機、陸上爆撃機「銀河」、一式陸上攻撃機を模した3種類の開発が完了した。これらの囮飛行機には海軍の航空機のものに従った略符号が与えられており、零戦型のものが「MXY9」、銀河型のものが「MXY10」、一式陸攻型のものが「MXY11」となっている。
製作は落下槽を製作していた天童木工などの工場で行われたが、戦争末期には囮飛行機を製作する余裕も失われた。使用されたものの効果は、終戦後の資料が残されていないため、不詳となっている。
機体はいずれも全木製で、胴体は分解可能。胴体・主翼ともに上面のみが合板張りで下面は骨組が剥き出しになっている。また、胴体と主翼の接合部はトラス構造の上に草や枝を被せている。急造が要求されていたため、多少の工作不良は認可されていたが、それが並行して製造されていた落下槽の品質悪化をもたらすことにもなった。
なお、陸軍も木製囮機を製作・使用しており、1945年2月には一式戦闘機を模した「GI型機」の、同年6月には四式重爆撃機を模した「GII型機」の使用が開始された。これらは工芸指導所第3部の明石一男や芳武茂介らによって開発された。また、これらのような規格化がなされていない囮機も多数用いられている。